# Palante (mitología romana)
Palante o Pallas es, en la mitología romana, el hijo del rey Evandro. En la Eneida de Virgilio, Evandro le permite pelear contra los rútulos junto a Eneas, quien lo acepta y trata como a su propio hijo, Ascanio.

## Historia
En la batalla, Palante demuestra su habilidad como guerrero matando una gran cantidad de enemigos, y es comparado con el rutuliano Lauso, hijo de Mecencio. Más tarde, sin embargo, muere ante Turno, quien toma el cinturón de su espada como trofeo. Durante el resto del libro X, Eneas está lleno de rabia (furor) por la muerte de Palante y acomete entre las líneas enemigas, abriéndose paso hacia Turno. A continuación, Juno aparta al rey para salvarle la vida; Eneas mata a Lauso y lo lamenta de inmediato. Luego se da un combate en el que Eneas vence y mata a Mecencio.
Evandro recibe luego el cuerpo de Palante y se entristece. Al final del poema, Eneas está a punto de matar a Turno; cuando le suplica, el hijo de Anquises vacila, pero al ver el bálteo de Palante en las ropas de su enemigo, da rienda suelta a su furia y le quita la vida.